# Go with the Flow
Go with the Flow è un singolo dei Queens of the Stone Age contenuto nell'album Songs for the Deaf, uscito nel 2003.

## Tracce
UK CD 1
1. "Go with the Flow" (versione dall'album)
2. "No One Knows" (edizione radiofonica remissata della reinterpretazione degli UNKLE)
3. "Hangin' Tree" (live al Melkweg di Amsterdam del 24 giugno 2002)
4. "Go with the Flow" (CD-ROM video)

UK CD 2
1. "Go with the Flow" (versione dall'album)
2. "Regular John" (live al Melkweg di Amsterdam del 24 giugno 2002)
3. "Do It Again" (live al Melkweg di Amsterdam del 24 giugno 2002)

Edizione speciale australiana
1. "Go with the Flow" (versione dall'album)
2. "Avon" (live; The Mean Fiddler del 25 giugno 2002)
3. "No One Knows" (versione radiofonica remissata dei Lavelle)
4. "No One Knows" (CD-ROM video)

Edizione olandese
1. "Go with the Flow" (versione dall'album)
2. "Avon" (live; The Mean Fiddler del 25 giugno 2002)
3. "No One Knows" (edizione radiofonica remissata della reinterpretazione degli UNKLE)
4. "No One Knows" (CD-ROM video)

UK 12"
1. "Go with the Flow" (versione dall'album)
2. "No One Knows" (edizione radiofonica remissata della reinterpretazione degli UNKLE)

Stampato su vinile chiaro 12 pollici.

## Videogiochi
Questo brano è presente nei videogiochi Rock Band Freestyle Street Soccer, SingStar Amped, Juiced 2, Gran Turismo 4, SingStar Rocks!, Motorstorm: Arctic Edge, Asphalt 8: Airborne.